# アニメ会の『ヲタめし!』
アニメ会の『ヲタめし!』（アニメかいの『ヲタめし!』）は、2008年から2012年末まで配信されていた、インターネットラジオ　・　ポッドキャスト番組である。

## 概要
2008年2月25日からポッドキャストにて、毎週月曜深夜（火曜）を原則として新規配信が行われる（更新時間が前後約1日ずれる場合あり）。
出演者はアニメ会。
番組の内容は、前半部では出演者の近況を話した後、各コーナーに入っておすすめアニメやゲーム、漫画について熱く語るものである。番組の雰囲気は前番組の『二次元へいきまっしょい』と何ら変わりなく、共演していた本田透が抜けただけという趣きである。

## 出演者
以下のメンバーから3人ずつランダムに出演する。いずれもアニメ会のメンバーである。
- 国井咲也
- 三平×2
- サンキュータツオ
- 比嘉モエル（旧芸名：沖縄の比嘉）
- 亀子のぶお - 2010年3月末をもって亀子の吉本興業入りに伴い、吉本の仕事内容チェックが厳しく参加し続けられなくなったことから脱退した。

番組全般に出演しないメンバーは、その回の番組コーナー「○○いいんちょうの○○委員会」で、委員長としてコーナー出演する。
亀子は、第0回に出演以降、多忙なためか出演していなかったが、第106回で初めてレギュラー出演する。しかし、これは会を脱退する旨を伝えることもあって、最初で最後のレギュラー出演となった。
トークライブを手伝い、準メンバーと見られているセクシー川田は第150回の放送にゲスト出演している。

## 番組構成・コーナー
木曜深夜のモテドドイツモテるシチェーションを7・7・7・5の都々逸にして投稿する。
勝手に英単語アニメタイトルについている「Return」の様な英単語を考え、その英単語を使ったらどんな内容のアニメになるかを投稿する。
こんな部活に入りたかった学生時代、こんな部活動があったら学生生活が充実していたのにと思う部活動を考えて投稿する。
本当にあった嫁との話二次元嫁とのなれそめや日常生活話を200字以内に収めて投稿する。
第193回よりこれらのコーナーを隔週で募集している。しかし、「本当にあった嫁との話」は投稿がたった一通と言う悲惨な状況であった為、コーナー初回の第197回で打ち切る。
まだ見ぬ嫁への関白宣言二次元嫁（漫画・アニメ作品の女性キャラクター）に対する要望を、さだまさしの「関白宣言」のように命令口調で投稿して貰ったものを紹介する。2011年10月25日更新分で終了
ヲタめし視聴者が推薦する漫画・アニメ作品を紹介する。
○○いいんちょうの○○委員会
ふつオタ“普通のオタク便り”の略。聴取者からのメールを読む。
お知らせ
ヲとわざ実際のことわざをアキバチックに変えたものを聴取者に投稿して貰い、紹介する。2008年8月5日の更新分で終了
前番組の『二次元へいきまっしょい』にはなかった番組ジングルがあり、亀子のぶおがアムロ・レイやフグ田マスオ、碇シンジなどの得意なキャラクターの物真似をしている。

## ゲスト
アニメ監督、漫画家、アニメの脚本家など、アニメ業界に関わる人物が不定期にゲスト出演している。
- 赤松佳音（漫画家の赤松健夫人） - 第5回出演
- 出崎統、櫻井孝宏、堀内賢雄、遠藤綾 - テレビアニメ『源氏物語千年紀 Genji』関係者（監督、出演声優）。番組出演者2名による相手先収録。後にこの模様は、配信番組での未公開トークを含めて、アニメイトで同作品のDVDを全巻同じ店舗で買うと特典として貰える（なくなり次第、配布終了）、『アニメ会のヲタめしGenjiスペシャル』なるタイトルのCDで聞くことが出来る。

## その他
不定期でお蔵入り予定であった未公開の「○○いいんちょうの○○委員会」のみを週半ばに“お蔵出し”と称して配信していた。番組進行は、『ヲタめし!』タイトルコール→挨拶→ジングル→本編となり、エンディングBGMは『ヲタめし!』と同じである。
配信告知は配信週の放送のエンディングで行うこともあるが、希に予告無しで配信している場合があり、聞き逃しを防ぐには番組ブログを定期的にチェックしておく必要がある。
それまで番組配信および番組に関するブログを載せていたココログでのブログの保存容量が20MBから1MBに減り、番組音源の配信1分半しか出来なくなったのに伴い、2008年9月16日更新分からケロログで新たにブログを始める。ブログの移転のお知らせはココログで配信している。
ブログ「アニメ会の日替わりアニメ定食」で番組のミキシング担当者の名前がはしづめとおるであることが判明した。はしづめは前番組の『二次元へいきまっしょい』でもミキシングを担当していたようである。
2010年2月8日更新分で、放送100回を迎えた。
2012年2月7日更新分で、放送200回を迎えた。
2010年1月11日更新分よりエンディング曲が新しくなっておりタイトルは、「ヲタめし!」である。外部リンクの「studio皐」のホームページのMP3のページで配信しており曲だけを聞くことが出来る。
2010年4月6日更新分より亀子脱退に伴い、新たに4人でのタイトルコール、4人それぞれによる新ジングルに変わる。
第127回の「いいんちょう」のコーナーで、「以前にやった『フォーメーションいいんかい』において、国井咲也と比嘉モエルが小林ゆうさんを見下していた発言をした」と、小林ゆうファンである視聴者から苦情メールが届き、釈明した。
最近はメンバー一人で放送と言う事もある。たまにメンバーが誰一人として収録する土曜に収録場所に来られない場合もある。その時は未公開トークを幾つか通常と同じ時間に収まる様にして「未公開トーク総集編」として放送する。